# 赫羅茲涅廷
赫羅茲涅廷是捷克的城鎮，位於該國西部，距離卡羅維發利9公里，由卡羅維發利州負責管轄，面積23.78平方公里，海拔高度449米，該鎮附近的猶太人墳場建於十五世紀，2006年人口1,873。

## 外部連結
- Municipality website